# O fim de São Petersburgo
O fim de São Petersburgo é um filme de drama soviético de 1927 dirigido por Vsevolod Pudovkin.

## Enredo
O filme conta a história de um aldeão que trabalha em uma fábrica, participa de um motim e acaba na prisão, onde conhece os revolucionários com quem vai assaltar o Palácio de Inverno.

## Elenco
- Aleksandr Chistyakov
- Vera Baranovskaya
- Ivan Chuvelyov
- V. Obolensky
- Sergey Komarov
- Viktor Tsoppi
- Aleksei Davor
- Vladimir Fogel
- Aleksandr Gromov
- Nikolay Khmelyov